# Entoloma dichroum
Entoloma dichroum Christian Hendrik Persoon, 1801 ex Paul Kummer, 1871) din încrengătura Basidiomycota în familia Entolomataceae și den genul Entoloma este o specie saprofită de ciuperci necomestibile destul de rară. Un nume popular nu este cunoscut. Soiul trăiește în România, Basarabia și Bucovina de Nord în păduri argiloase sau calcaroase de foioase și mixte, pe marginea de pâraie, prin parcuri, cu predilecție pe lemn în descompunere de fag și stejar, dar, de asemenea, pe cel de alun, arin, frasin, mesteacăn sau salcie.  Apare de la câmpie la munte, acolo unde se ivește, adesea în grupuri mari, din (iunie) iulie până în octombrie (noiembrie).

## Taxonomie

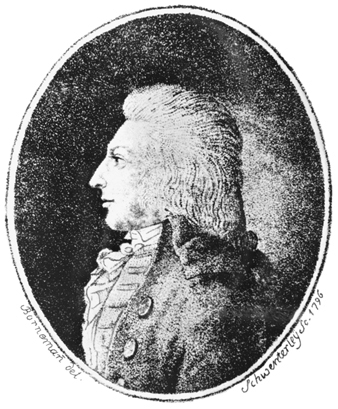
C. H. Persoon

Numele binomial Agaricus dichrous, a fost determinat de cunoscutul om de știință bur (Christian Hendrik Persoon în volumul 1 al operei sale Synopsis methodica Fungorum din 1801.
Apoi, în 1871, renumitul micolog german Paul Kummer a transferat specia la genul Entoloma sub păstrarea epitetului, de verificat în marea sa operă Der Führer in die Pilzkunde: Anleitung zum methodischen, leichten und sicheren Bestimmen der in Deutschland vorkommenden Pilze mit Ausnahme der Schimmel- und allzu winzigen Schleim- und Kern-Pilzchen, fiind numele curent valabil (2021).
Toți ceilalți taxoni (inclus variațiile descrise) sunt acceptați sinonim.
Epitetul specific este derivat din cuvintele de limba greacă veche (greacă veche δύο=doi) și (greacă veche χρώμα=colorit, culoarea vopselei, tonalitatea pielii), datorită aspectului bicolor al ciupercii.

## Descriere

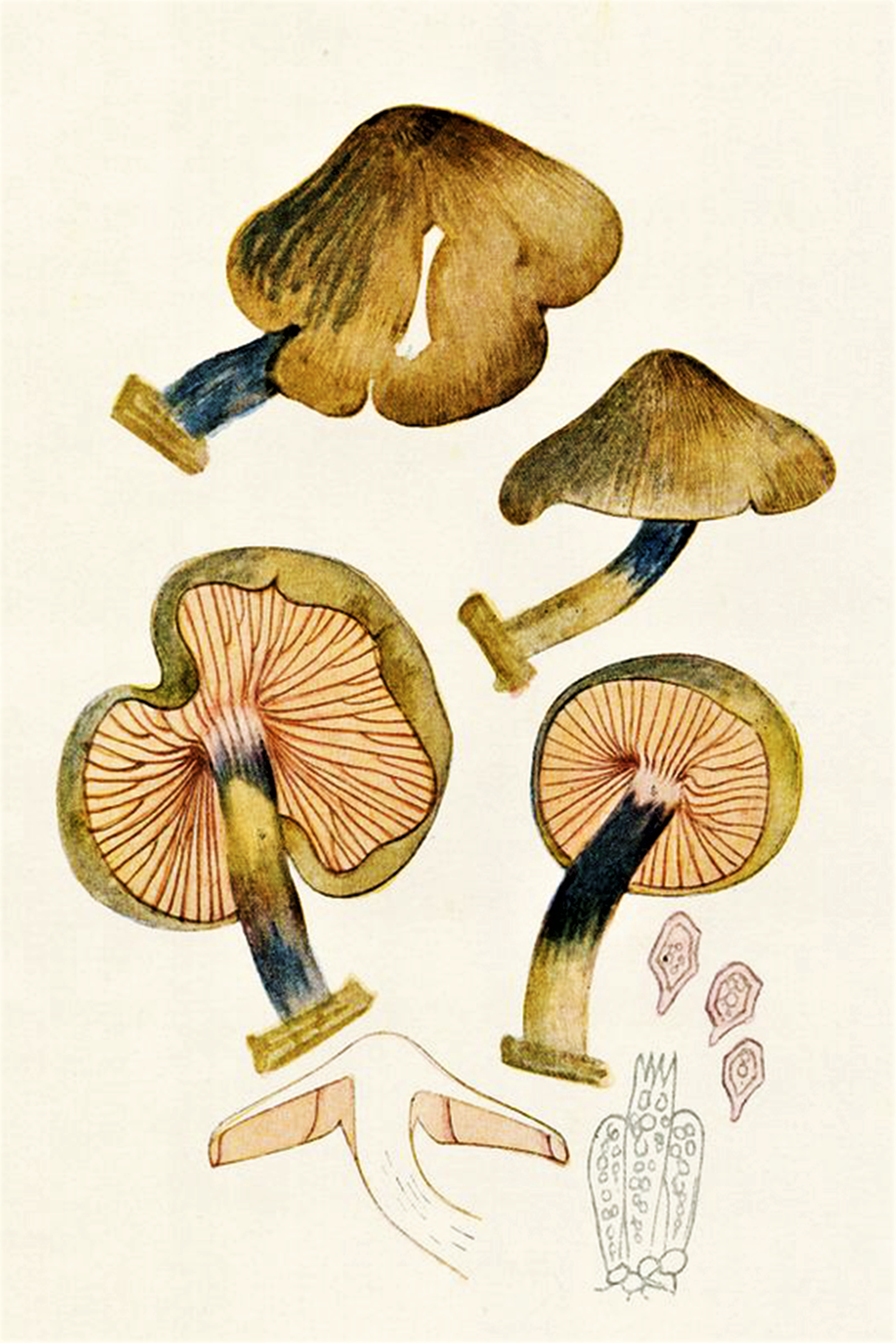
Bres.: Entoloma dichroum

- Pălăria: are un diametru de 3-4 (6) cm, este destul de subțire și ușor higrofană, la început conică, în formă de clopot, mai târziu convexă până extinsă și nu rar slab deprimată central precum uneori puțin cocoșată, atunci cu marginea ondulată. Cuticula lucioasă, fibros-tomentoasă, la bătrânețe ceva solzoasă, nestriată, este de un colorit variabil care poate fi violet-albastru până la albastru-maroniu, dar de asemenea închis brun-ocru, închis gri-maroniu sau chiar brun.
- Lamelele: destul de subțiri și distanțate, inegale, parțial bifurcate, sunt ascendente, aderate la picior, inițial drepte, dar cu avansarea în vârstă din ce în ce mai arcuite, muchiile sterile fiind slab zimțate. Coloritul, în tinerețe albicios, uneori cu o tentă gălbuie neremarcabilă, devine cu timpul roz, gri-roz până roz-maroniu. Este mereu clar mai deschis decât cel al pălăriei.
- Piciorul: ațos cu o înălțime de 3-6 cm și o grosime de 0,4-0,8 cm este cilindric, ocazional îndoit, imprimat dungat fibros și la început plin, dar repede gol pe dinăuntru. Coloritul este, gri-albăstrui până albastru-liliaceu închis, spre vârf albicios granulat-flocos și la bază cu un fetru miceliar alb. Nu prezintă un inel.
- Carnea: este subțire și ceva fibroasă, mai presus de toate în picior. Coloritul tinde între albicios murdar și palid gri-albăstrui. Nu se decolorează după tăiere. Mirosul este în tinerețe imperceptibil, apoi puțin făinos până chiar slab spermatic, gustul fiind blând, uneori și ceva amărui, în total nu prea plăcut.
- Caracteristici microscopice: are spori hialini (translucizi) cu nuanțe de culoarea clorului, pentagonal-ovoidali, cu colțuri obtuze în vedere laterală și alungiți spre unul dintre ei cu una sau mai multe picături uleioase în centru și o mărime de 9-11 x (6) 7-(7,5) 8 microni. Pulberea lor este rozalie. Basidiile clavate fără cleme cu 4 sterigme fiecare măsoară 30-40 x 8-10 microni. Prezintă cheilocistide (elemente sterile situate pe muchia lamelor) cilindrice de 50 x 7,5 μm cu hife terminale destul de umflate cu o dimensiune de 20-90 x 5-30  microni. O mulțime de cleme pot fi observate.[8][9]
- Reacții chimice: nu sunt cunoscute.[10]

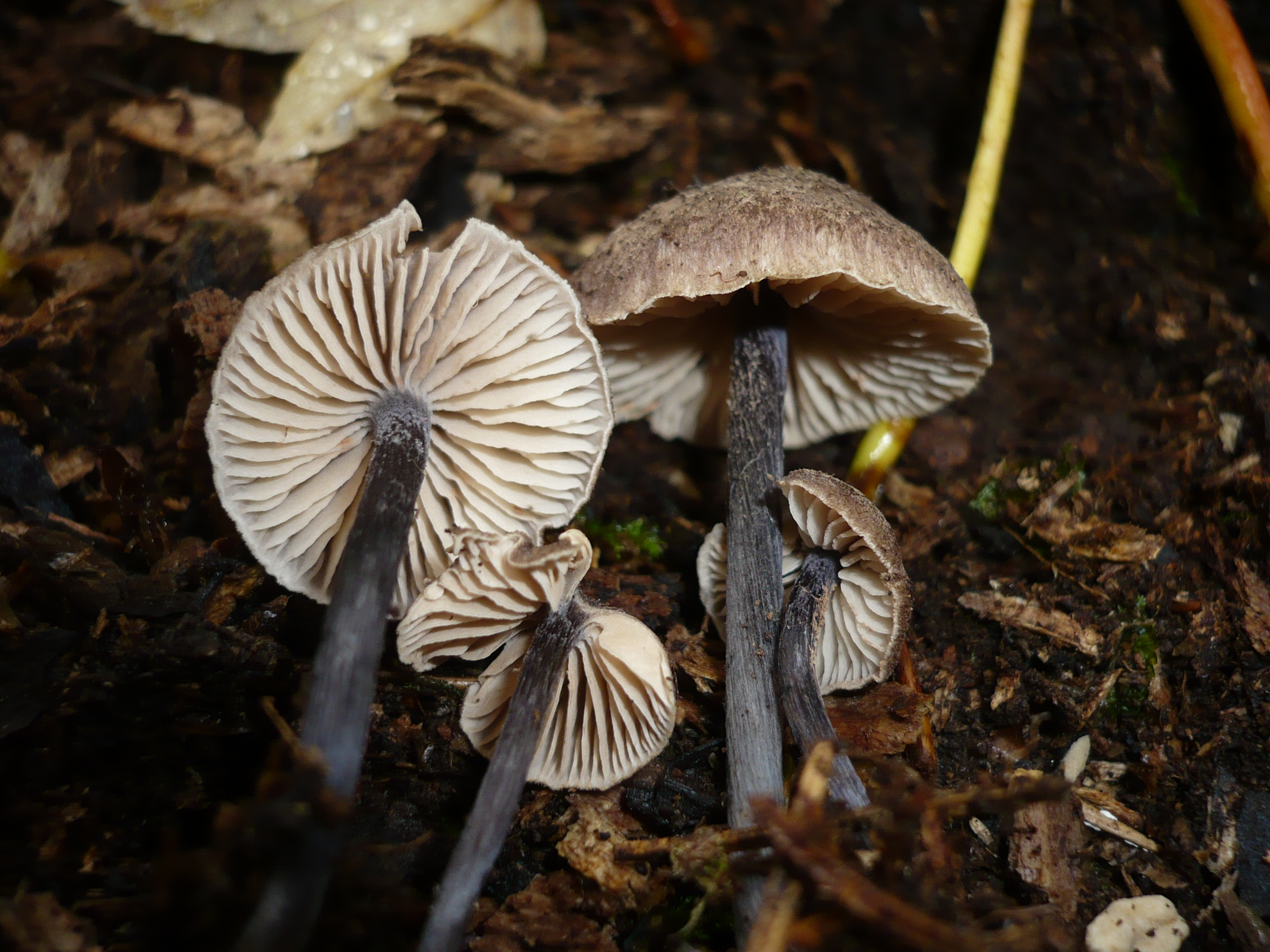
E. dichroum, pălărie, lamele și picior din apropiere

## Confuzii
Entoloma dichroum poate di confundat cu ciuperci ale aceluiași gen cum sunt  Entoloma chalybeum (mai mic, necomestibil), Entoloma conferendum sin. Entoloma staurosporus (probabil toxic), Entoloma euchroum (necomestibil), Entoloma griseocyaneum (necomestibil), Entoloma nitidum (necomestibil), Entoloma serrulatum (necomestibil), Entoloma sodale (necomestibil), Entoloma turbidum (necomestibil) sau Entoloma tjallingiorum (necomestibil), dar și cu Inocybe geophylla var. lilacina (otrăvitoare), Laccaria amethystina (comestibilă), Macrocystidia cucumis (necomestibilă, fără valoare culinară), Mycena diosma (otrăvitor, margine canelată, miros de cutie de țigări) și Mycena pura (condiționat comestibilă, ușor otrăvitoare, margine canelată, miros de ridiche).

## Specii asemănătoare în imagini

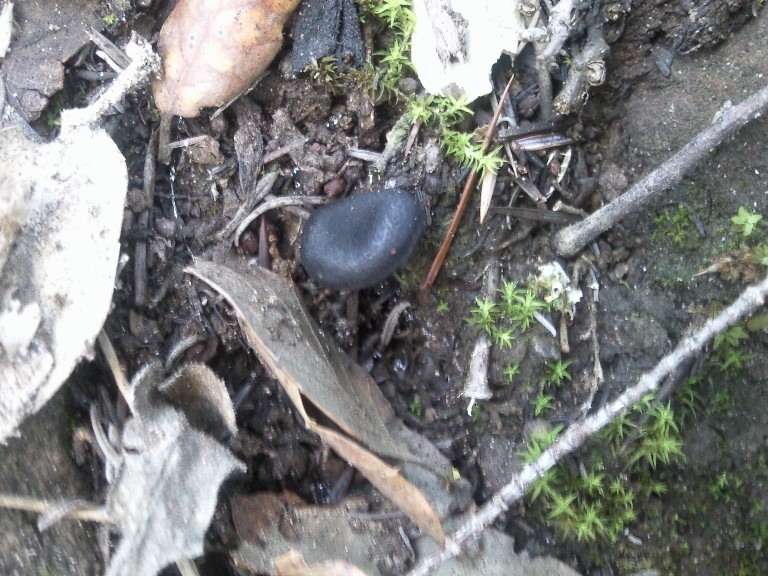
!Entoloma chalybeum!
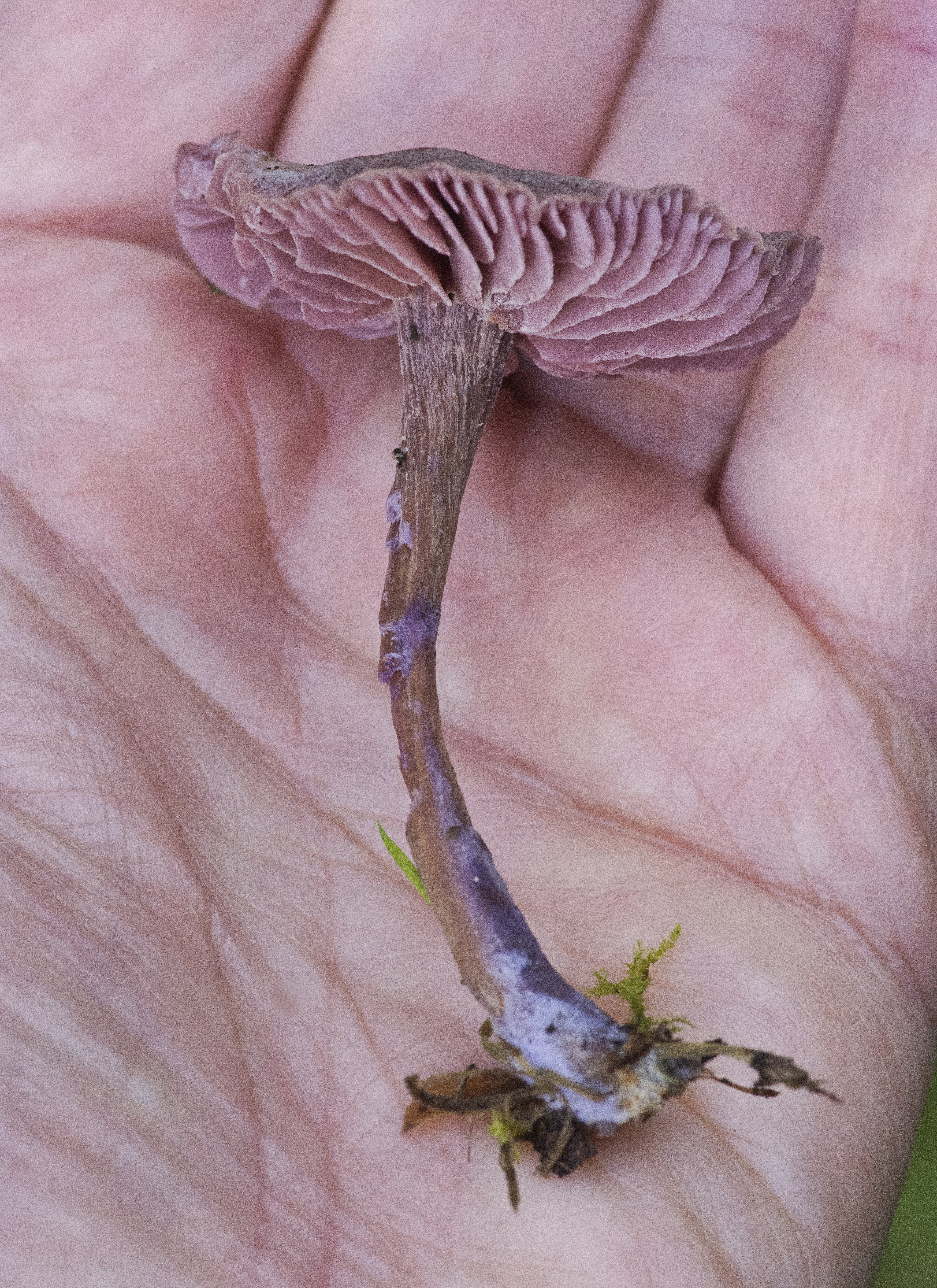
!!Entoloma conferendum!!
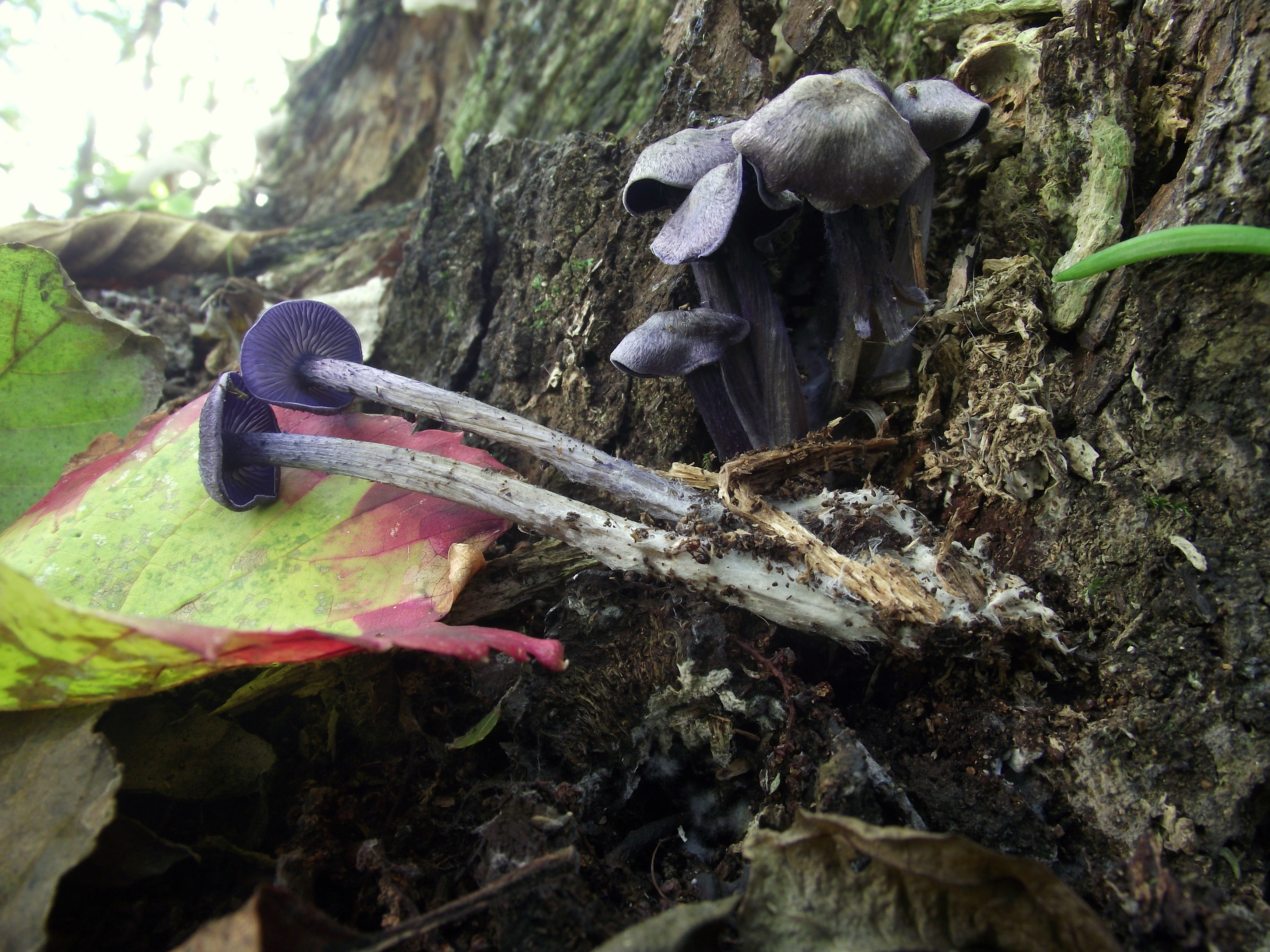
!Entoloma euchroum!
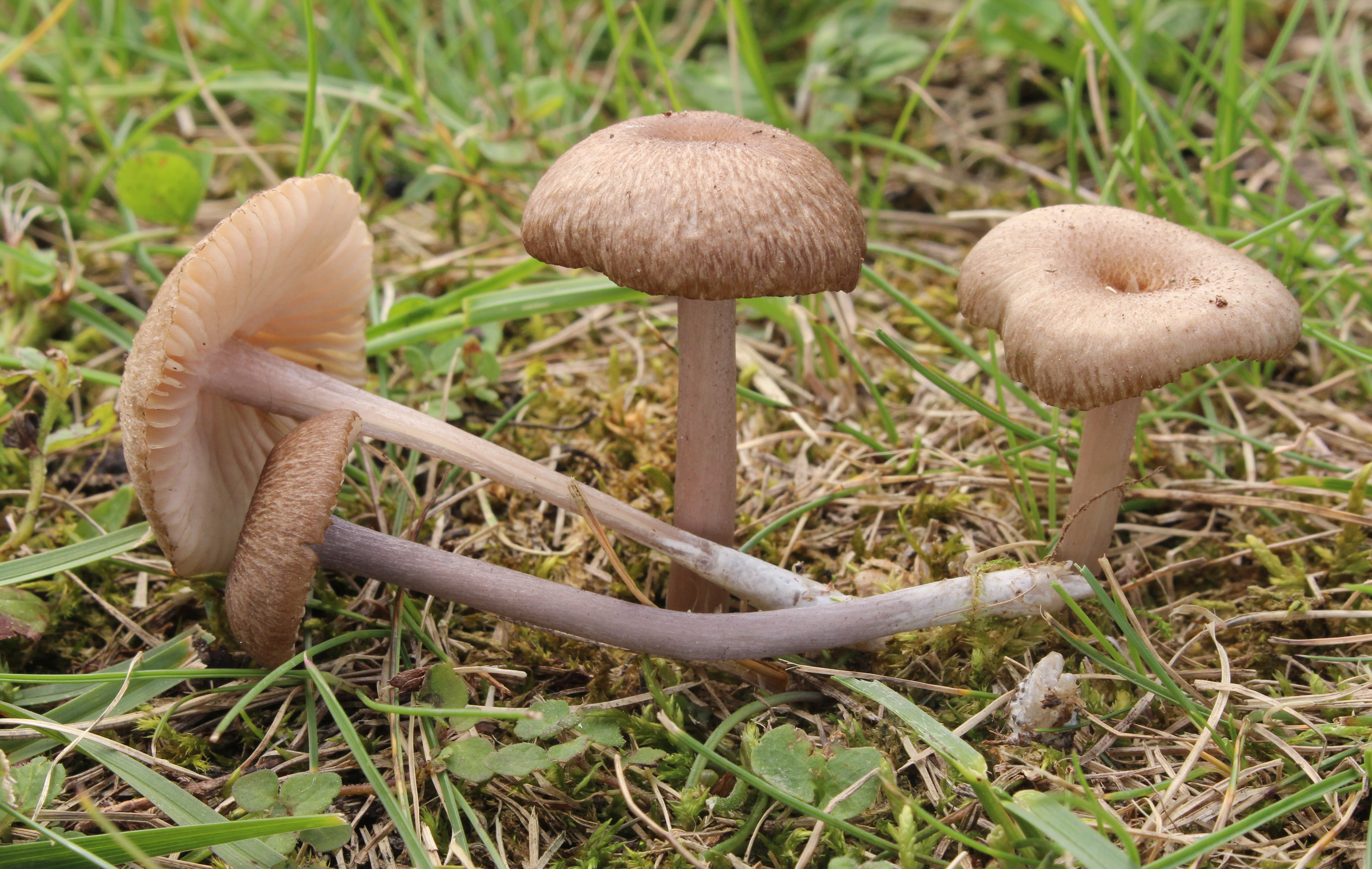
!Entoloma griseocyaneum!
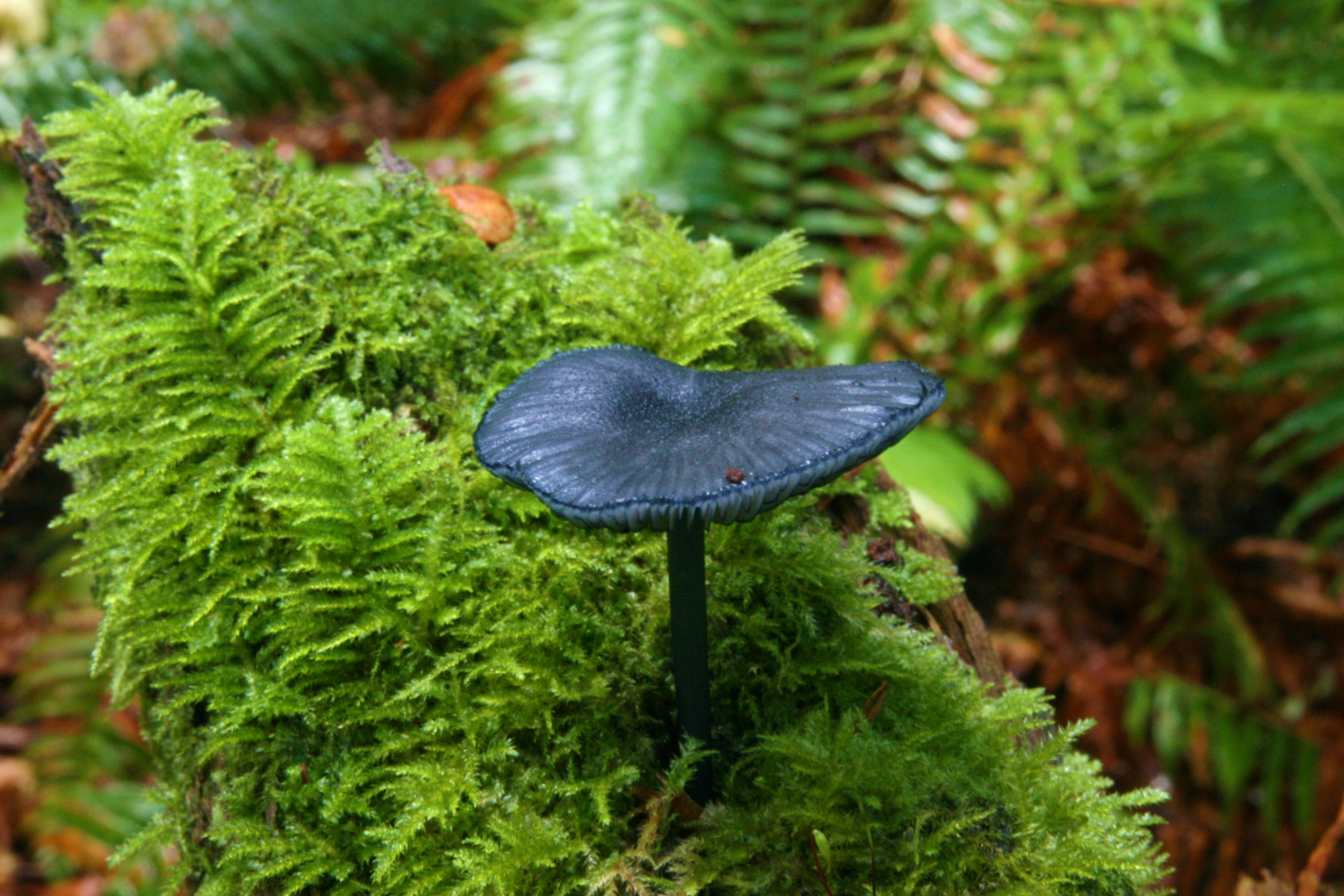
!Entoloma nitidum!

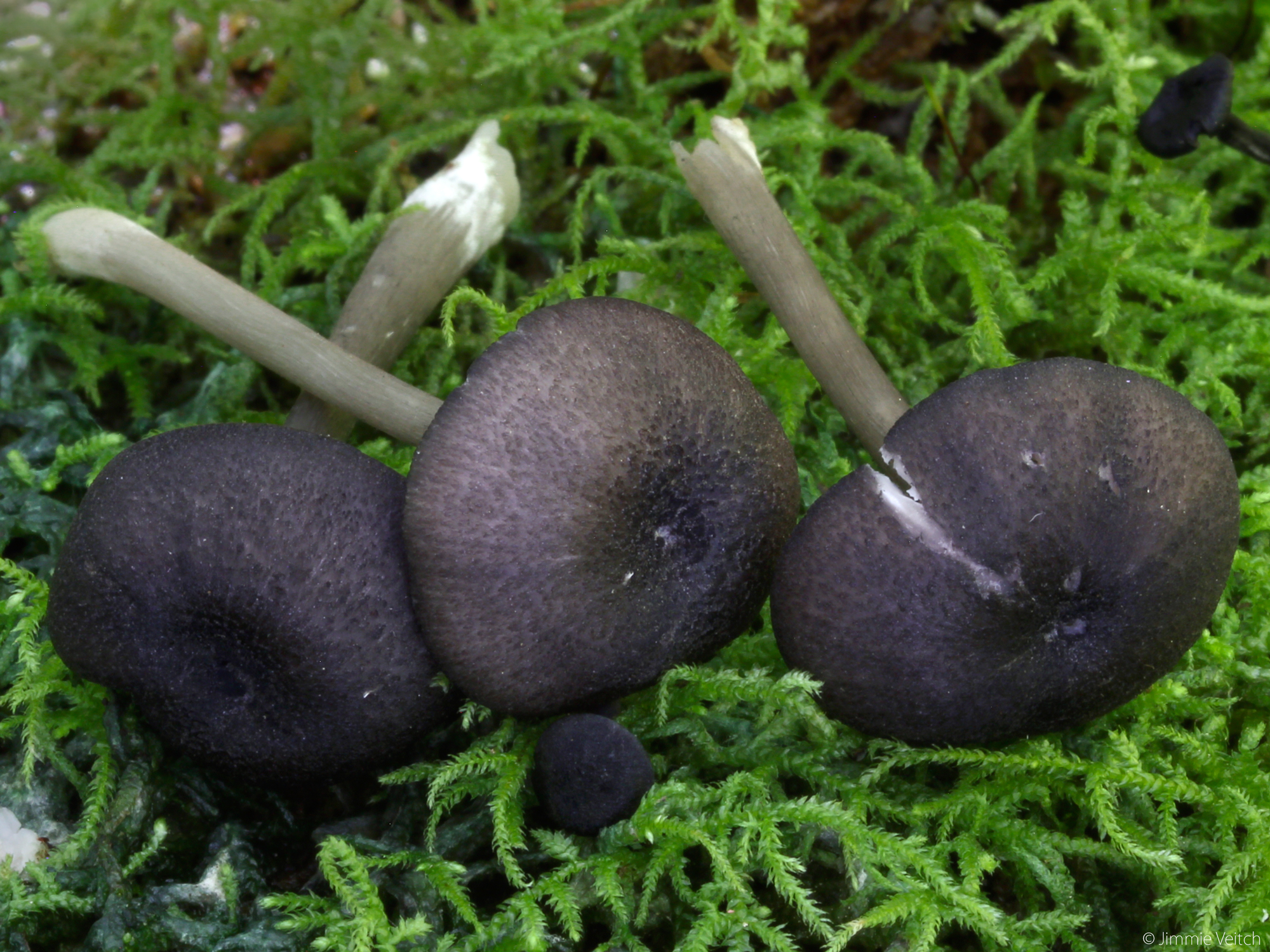
!Entoloma serrulatum!
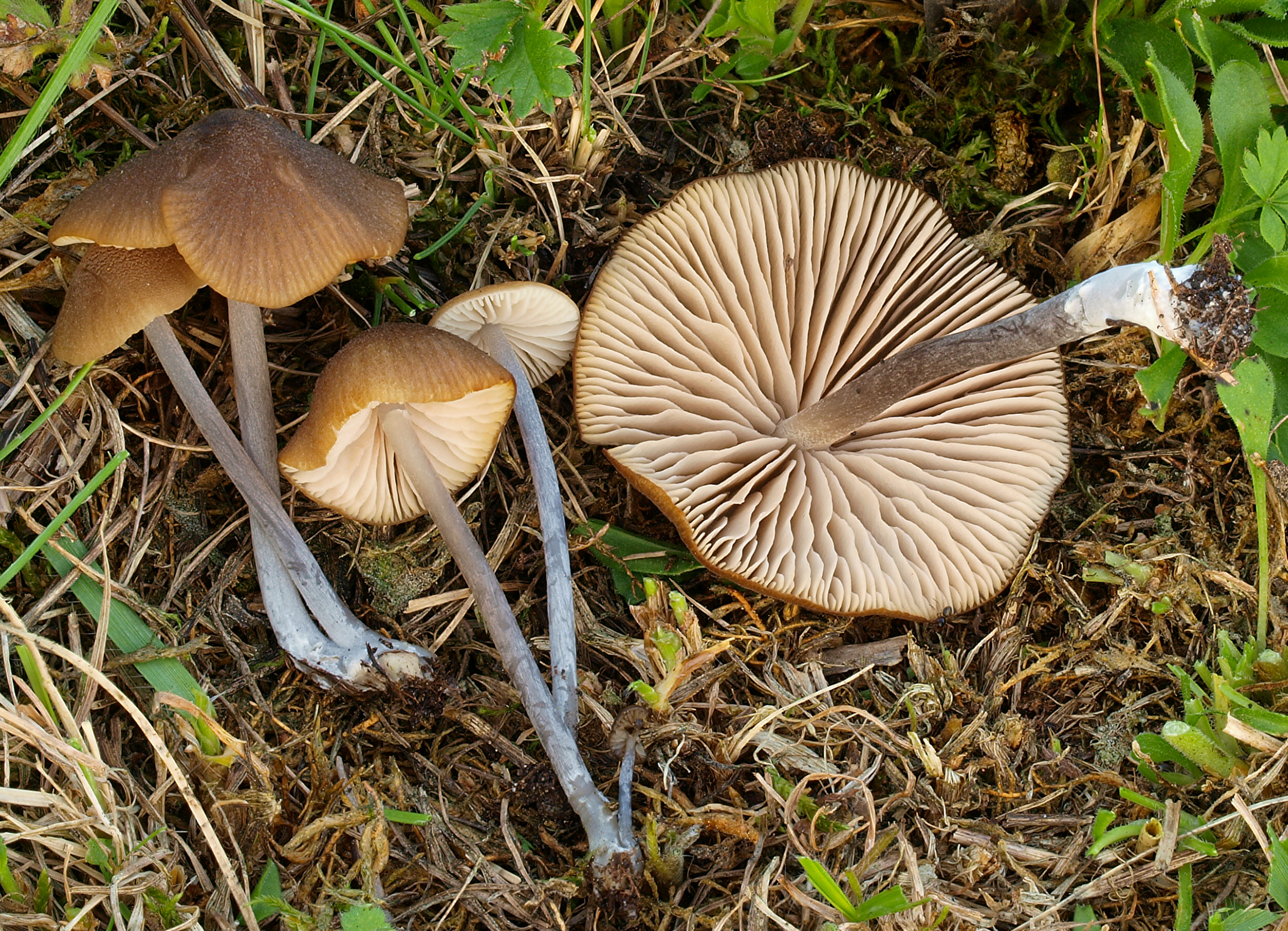
!Entoloma sodale!
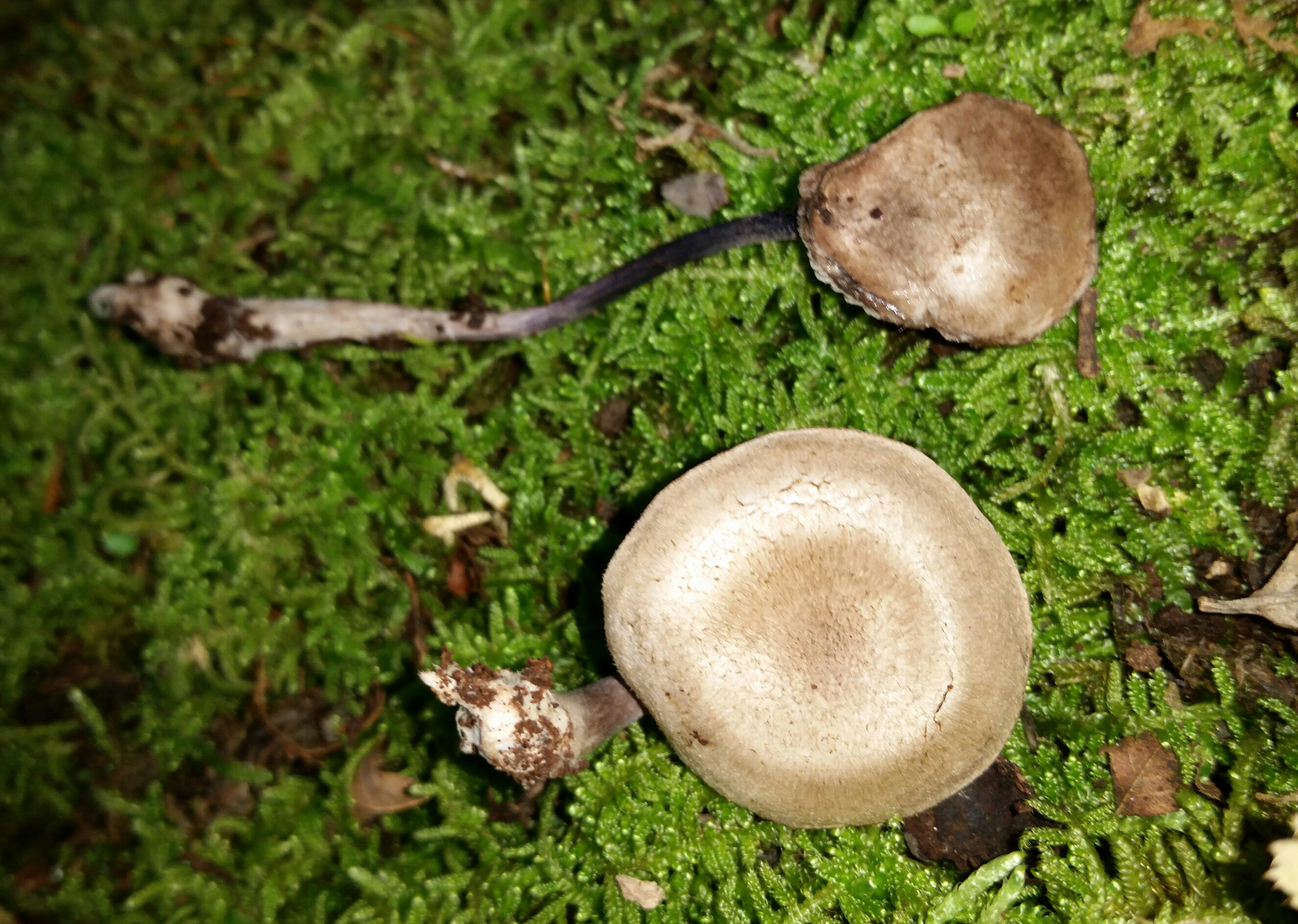
!Entoloma tjallingiorum!
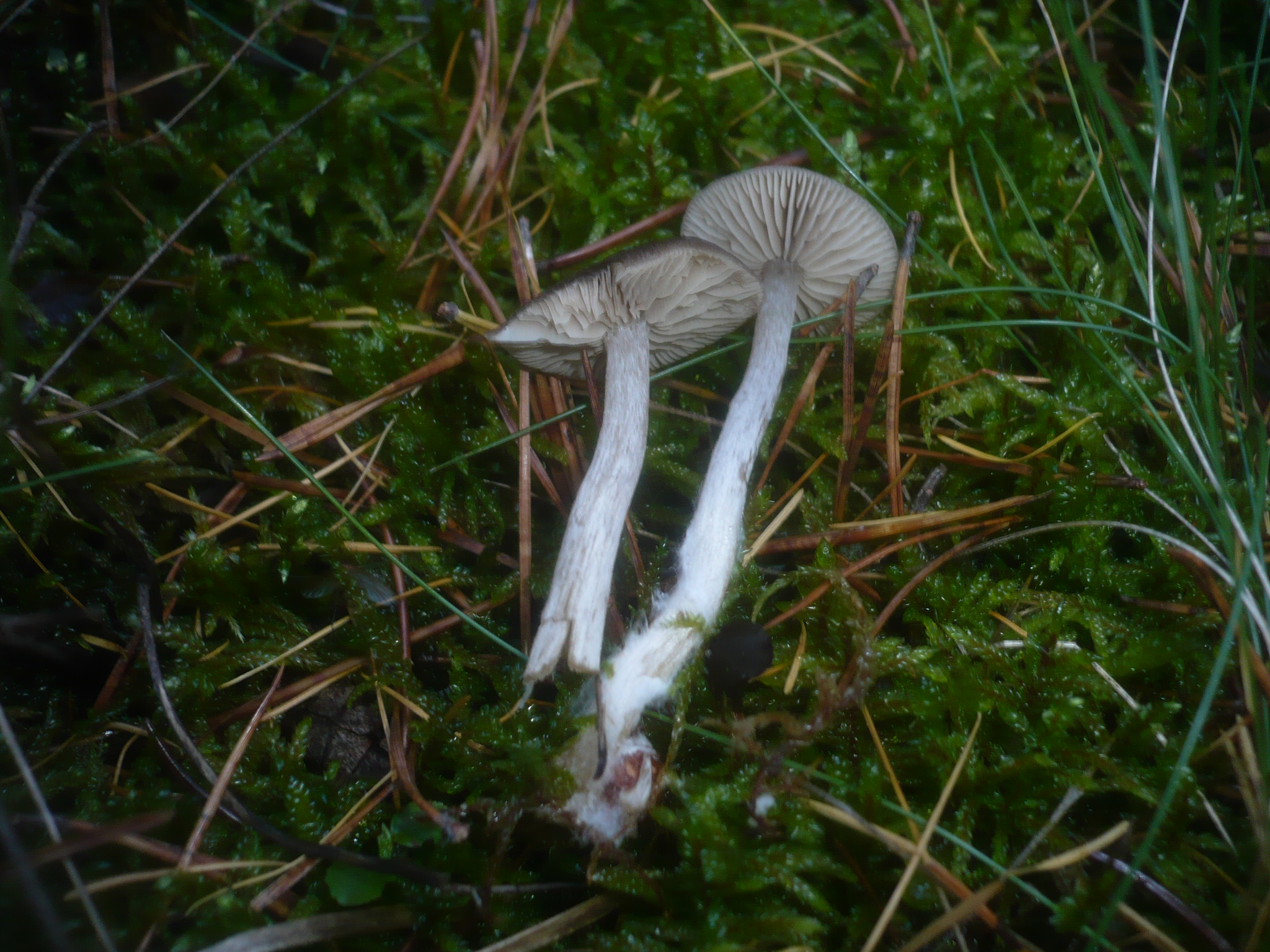
!Entoloma turbidum!
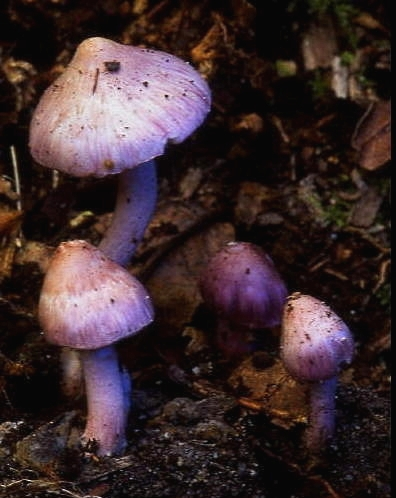
!!Inocybe gephylla var. lilacina!!

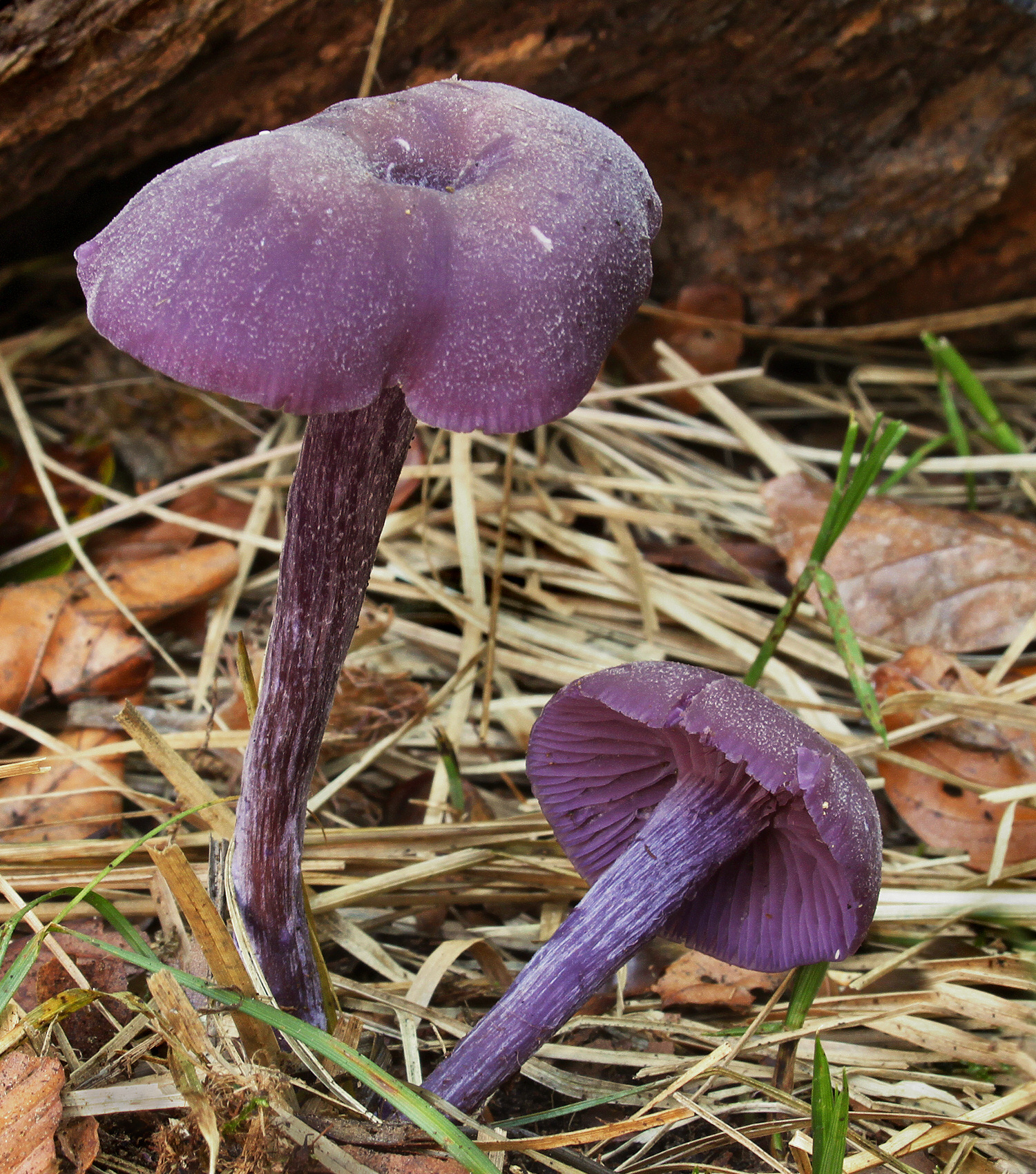
Laccaria.amethystina
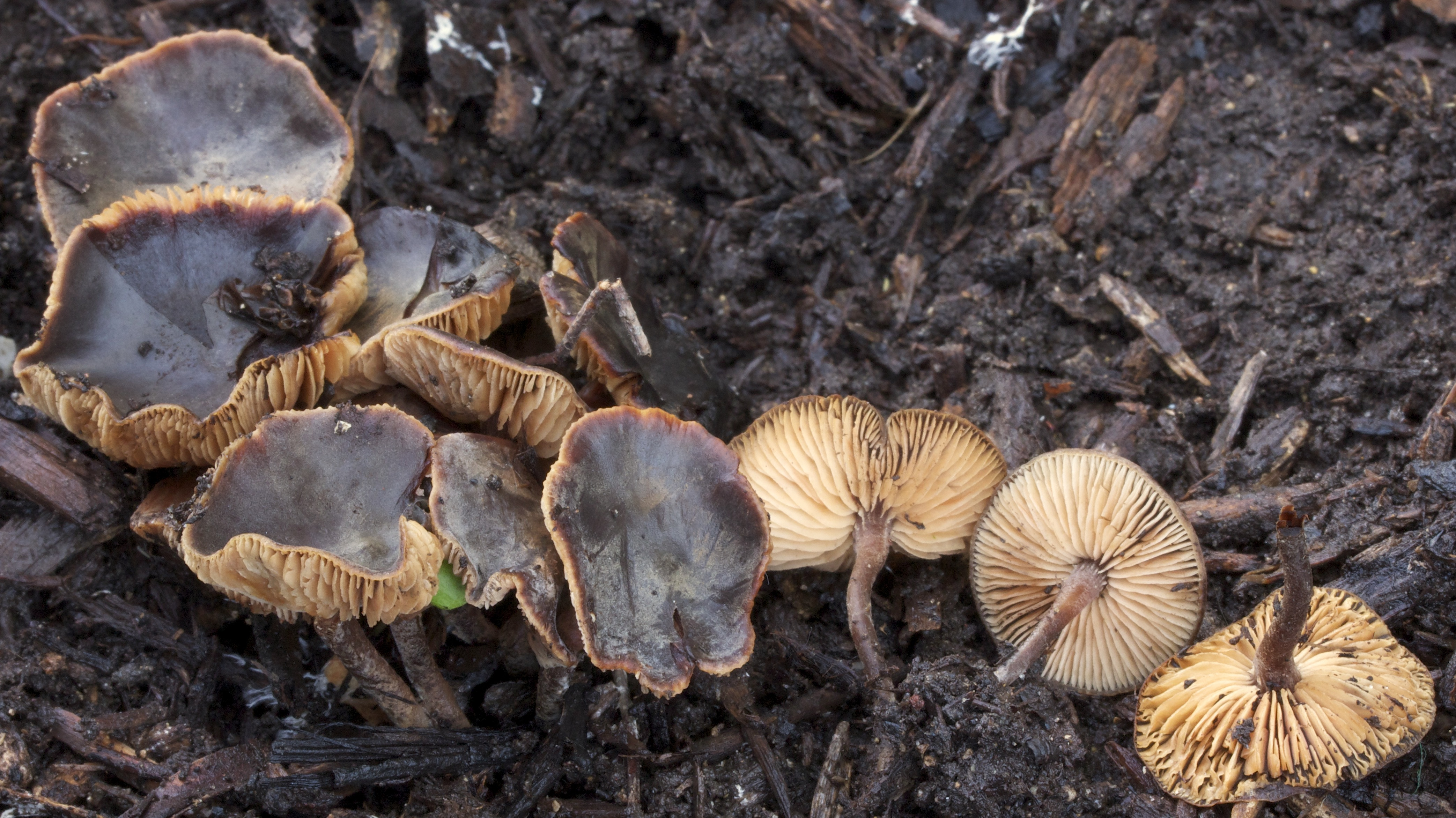
!Macrocystidia cucumis!
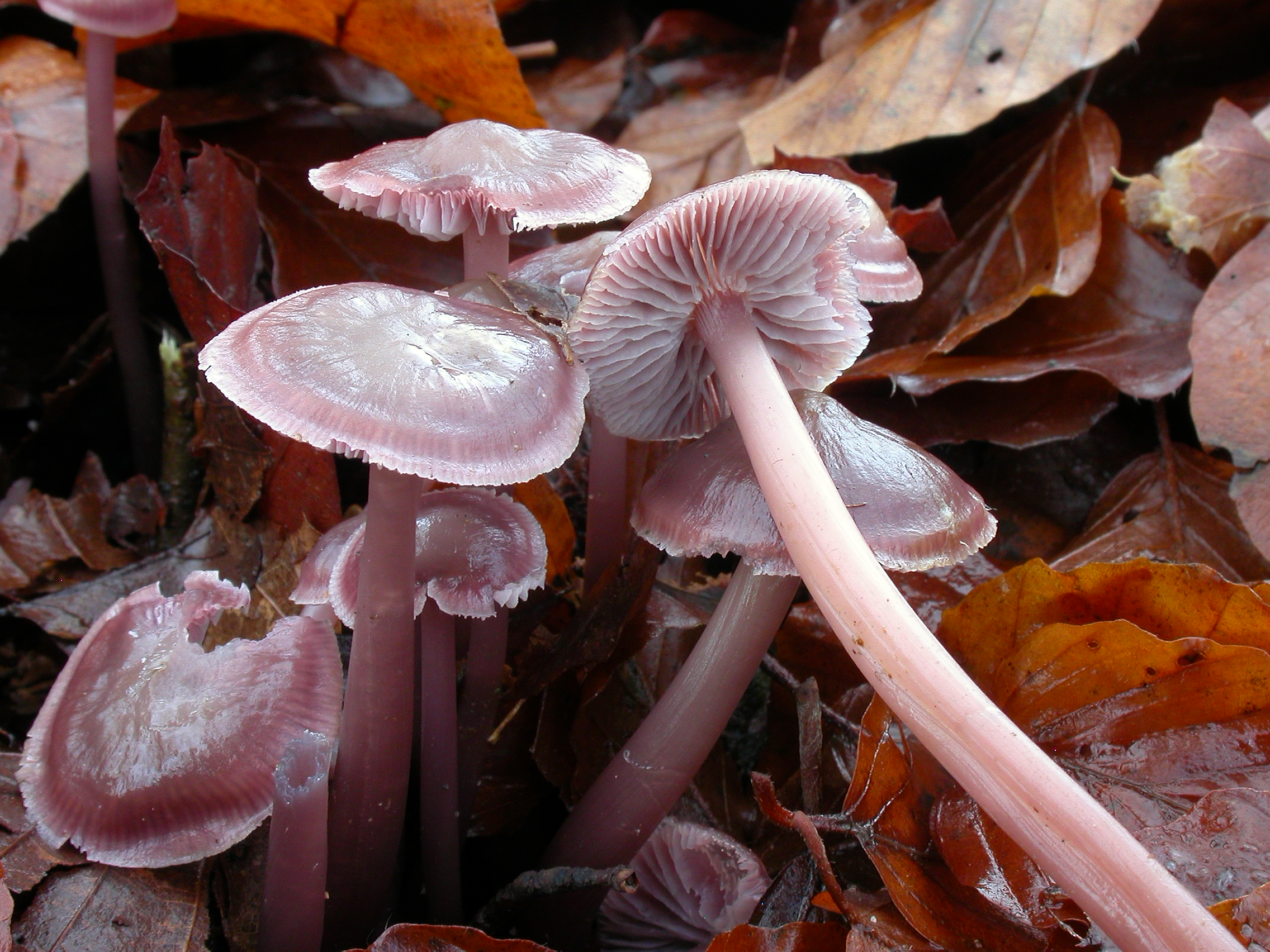
!!Mycena diosma!!
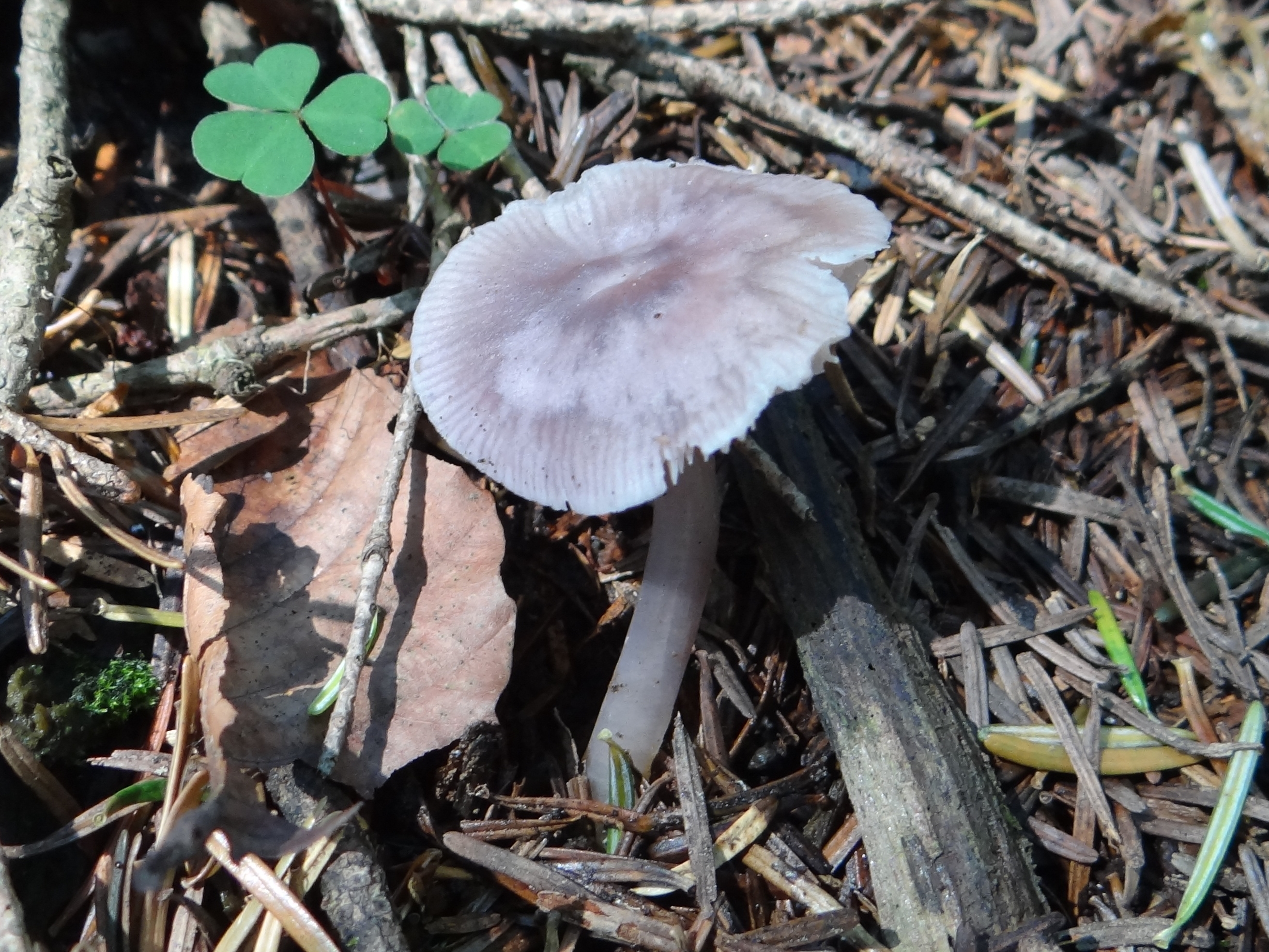
Mycena pura

## Valorificare
Ciuperca este probabil neotrăvitoare, dar din cauza calității cărnii precum al gustului neplăcut, nu este comestibilă. Mai departe, specia, fiind rară, ar trebui să fie cruțată și lăsată la loc.